# Banco Europeu de Investimento
O Banco Europeu de Investimento é instrumento financeiro da União Europeia. Foi criado em 1958, no âmbito do Tratado de Roma e tem a sua sede em Luxemburgo. Ele é o acionista majoritário do Fundo Europeu de Investimento.

## Missão do BEI
A sua missão é contribuir para o desenvolvimento equilibrado da comunidade através da integração económica e da coesão social. Os accionistas do BEI são os Estados que compõem a União Europeia e é dirigido pelo Conselho de Governadores, composto por vinte e oito ministros das Finanças.
Fora da União, o BEI apoia as estratégias de adesão dos países candidatos à adesão à União e aplica a secção financeira dos acordos concluídos no âmbito das políticas europeias em matéria de ajuda e cooperação para o desenvolvimento. Esta instituição deu um total de 61.000 milhões de euros em 2011 em créditos, ao longo de 60 anos, desde a sua criação, em 1958, até 2018, o BEI investiu mais de 1,1 biliões de euros e goza de uma melhor situação financeira que o Banco Mundial. O banco não concede financiamentos, em regra geral, mas faz co-financiamento em projectos específicos, de forma parcial e subsidiária. 
Os projectos financiados pelo banco são cuidadosamente seleccionados de acordo com os seguintes critérios:
- Devem contribuir para a concretização dos objectivos da UE, nomeadamente o reforço da competitividade das indústrias e das pequenas e médias empresas europeias;

- Criar redes trans-europeias (transportes, telecomunicações e energia);

- Impulsionar o sector das tecnologias da informação;

- Proteger o ambiente natural e urbano; melhorar os serviços da saúde e da educação;

- Devem beneficiar principalmente as regiões mais desfavorecidas;

- Devem atrair outras fontes de financiamento.

O Banco emprega cerca de 2.000 especialistas em finanças.